# Bernal Díaz del Castillo

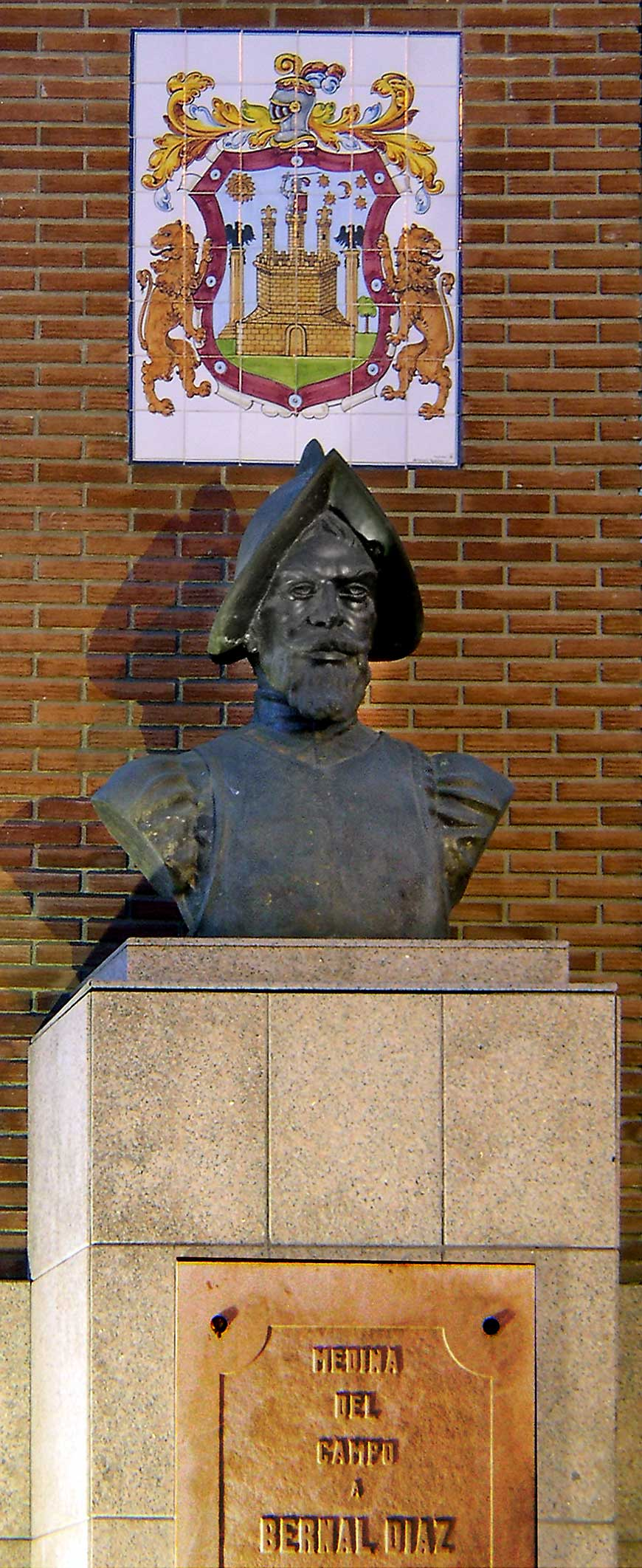
Bernal Díaz del Castillo, Medina del Campo (Hiszpania)

Bernal Díaz del Castillo (ur. 1492, 1493 lub 1496, zm. 1580 lub 1584) – podróżnik i konkwistador, autor "Historia verdadera de la conquista de la Nueva España" czyli "Prawdziwa historia podboju Nowej Hiszpanii", jednego z najlepszych źródeł dotyczących podbojów Meksyku przez Hernána Cortésa.

## Życiorys
Pochodził z Medina del Campo nad rzeką Zapardiel. Był synem rajcy miejskiego Francisca Díaz del Castillo i Bernali Maríi Díez Rejón. Jako młodszy syn szlachecki ("secundone"), pozbawiony prawa do majątku, wyruszył w świat. W 1514 roku uczestniczył w hiszpańskiej wyprawie do Panamy pod dowództwem Pedrariasa de Avili. W 1518 dołączył do ekspedycji Francisca Hernandeza de Cordoby, z którą dotarł do Meksyku, a następnie do ekspedycji Juana de Grijalvy. Po jej sukcesie wyruszył na wyprawę z Cortésem. Potem uczestniczył w ekspedycji Gonzala de Sondovala, wysłanej na południe przez Cortésa w rejon rzeki Coatzacoalcos na przesmyku Tehuantepec, dla opanowania tamtejszych złotodajnych terenów, Luisa Marina podbijającego Chiapas oraz Rodriga Rangela, walczącego z Zapotekami w okolicach Oaxaca. Ostatnim jego takim przedsięwzięciem była nieudana wyprawa Cortésa na Honduras (1524–1526), w której także stracił majątek.
W 1526 zrujnowany fizycznie i materialnie wrócił do Meksyku. Ożenił się z majętną Teresą Becerra w 1535 r. W roku 1539 odwiedził Hiszpanię ze skargą na pomijanie go w zaszczytach i nadaniach. Otrzymał majątek w Gwatemali, gdzie adelantadem był jego dawny dowódca Pedro de Alvarado, i został wybrany do władz zakładanego miasta Santiago de los Caballeros. Przeprowadził się tam z żoną w 1541, gdzie dożył starości hodując pomarańcze i spisując swoje przygody. W 1550 roku ponownie odwiedził Półwysep Iberyjski.

### Pamiętniki Díaza
Swoje wspomnienia napisał w reakcji na gloryfikującą Cortésa i pomijającą wysiłek pozostałych konkwistadorów "Cronica de la Conquista de Nueva España" Francisca Lópeza de Gómary, wydaną w 1552. Gómara i kronikarz Gonzalo de Illescas, którego także czytywał Díaz, czerpali wiadomości z "drugiej ręki", a nie z osobistych doświadczeń. Díaz zdobywał się więc nieraz na krytykę wodza. Wypominał mu m.in. porywczość, upór, chciwość oraz narażanie żołnierzy dla osiągnięcia zysku i sławy. Nie krył demoralizacji, obżarstwa i chciwości wśród swoich towarzyszy, ale nieraz usprawiedliwiał mordy dramatyczną sytuacją otoczonych przez Indian zdobywców.
Dzieło Díaza jest niezwykle dokładne. Po 30 latach od opisywanych wydarzeń pamiętał nadal takie szczegóły jak liczba żołnierzy, dotkliwość ran, maści, imiona i charaktery koni, trudne indiańskie nazwy, niezwykłe zjawiska przyrody, stany pogody oraz samopoczucie i nastrój żołnierzy we wszystkich okresach wyprawy. Zostało przy tym napisane żywym językiem. Z tych powodów jest zarówno cennym źródłem historycznym, jak i zabytkiem XVI-wiecznego potocznego języka kastylijskiego.
Oryginał liczył 4 grube tomy i zyskał rozgłos zanim go jeszcze wydrukowano. Pierwsza pełna wersja drukowana została wydana w 1632 przez br. Alonso Remóna, który odnalazł manuskrypt w jednej z prywatnych bibliotek i zatytułował Prawdziwa historia podboju Nowej Hiszpanii przez Ferdynanda Cortesa i o rzeczach dziejących się od roku 1518 aż do jego śmierci w 1547, a następnie do roku 1550, opisana przez kapitana Bernala Díaza del Castillo, jednego z jego konkwistadorów, wyjęta na światło dzienne przez P. Fraya Alonsa Remón. 
Do dziś ukazało się 15 wydań hiszpańskich i drugie tyle tłumaczeń. 
Obszerne fragmenty dzieła przełożyła na polski i przypisami opatrzyła Anna Ludwika Czerny pod tytułem Pamiętnik żołnierza Korteza, czyli Prawdziwa historia podboju Nowej Hiszpanii (Wyd. MON, Warszawa 1962).